# NGC 7811
NGC 7811 is een onregelmatig sterrenstelsel in het sterrenbeeld Vissen. Het hemelobject werd op 5 oktober 1864 ontdekt door de Duitse astronoom Albert Marth.

## Synoniemen
- MCG 0-1-20
- MK 543
- ZWG 382.19
- 3ZW 127
- PGC 168